# Giorgos Leonardos

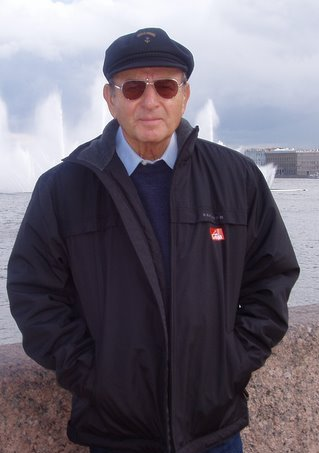
Giorgos Leonardos, 2008

Giorgos Leonardos (griechisch Γιώργος Λεονάρδος, * 20. Februar 1937 in Alexandria, Ägypten) ist ein griechischer Autor historischer Romane.

## Jugend und Ausbildung
Nach dem frühen Tod seines Vaters lebte Leonardos mit seiner Mutter Maria in Alexandria. Er war ein begeisterter Leser von Fiktion und Geschichte. Als Schüler in Alexandria veröffentlichte er Kurzgeschichten in „Tachydromos“ und „Anatoli“, den griechischen Tageszeitungen der Stadt.
Im Jahre 1954 zog er nach Griechenland, um Physik an der Aristoteles-Universität Thessaloniki zu studieren. Nach seinem Abschluss studierte er Journalismus und begann als Journalist zu arbeiten.

## Berufliches Wirken
Leonardos war als Reporter für die wichtigsten Athener Zeitungen „Apogevmatini“, „Eleftherotypia“, „Mesimvrini“, „Eleftheros Typos“, „Ethnos“ und als Kolumnist in der Wirtschaftszeitung „Kerdos“ tätig. 1964 war er der erste Korrespondent der „Athens News Agency“ in Belgrad, 1976 in New York, wo er auch Chefredakteur der lokalen griechischen Zeitung „Ethnikos Kirikas“ war.
Leonardos arbeitete auch als Nachrichtensprecher für Sender des öffentlichen und privaten Fernsehens in Griechenland und berichtete über den Vietnamkrieg, den Iran-Irak-Krieg und den Krieg am Persischen Golf. Er ist Mitglied des Vereins der Redakteure der Tagespresse in Griechenland und der Nationalen Gesellschaft für griechische Schriftsteller.

## Werke und Auszeichnungen
Sein erster Roman „Omas rotes Sofa“ wurde 1992 veröffentlicht. Er bekam zwei Mal den Preis für den besten historischen Roman der griechischen Gesellschaft der christlichen Studien für die Romane „Mara, die christliche Sultanin“ und „Dornröschen von Mystras“. Für seine Verdienste um Journalismus und Literatur erhielt er einen Preis der Botsis-Stiftung.
Die Romane „Michael VIII Palaiologos der Befreier“, „Die Palaiologen“ und „Der Letzte Palaiologe“ bilden die Trilogie über die Dynastie der Palaiologen. Diese Trilogie wird durch den historischen Roman „Sofia Palaiologina“ ergänzt.
2008 wurde er für den griechischen Staatspreis für den besten historischen Roman mit seinem Roman „Der letzte Paläologe“ vorgeschlagen.
Der historische Roman „Barbarossa der Pirat“ wurde auch in England, Italien und Spanien veröffentlicht. 1980 gab er das Englisch-Griechische Wörterbuch militärischer Begriffe heraus, im Jahr 2000 veröffentlichte er die „Struktur des Romans“. Sein neuester historischer Roman ist „Maggelan“.

### Romane
- Το κόκκινο Σαλόνι της Γιαγιάς 'Omas rotes Sofa', 1992, ISBN 978-960-03-0934-8.
- Το σπίτι πάνω απ' τις κατακόμβες 'Das Haus über den Katakomben', 1993, ISBN 978-960-236-366-9.
- Εύα 'Eva', 1994, ISBN 960-236-488-2.
- Οι πόλοι του μαγνήτη 'Die Pole des Magneten', 1995, ISBN 960-236-575-7.
- Οι εραστές της γης 'Liebhaber der Erde', 1996, ISBN 960-236-706-7.
- Το τραγούδι της ψυχής  'Ein Lied aus der Seele', 1997, ISBN 960-236-843-8.

### Historische Romane
- Μπαρμπαρόσα ο πειρατής 'Barbarossa der Pirat', 1998, ISBN 978-960-236-977-7.
- Μάρα, η χριστιανή σουλτάνα 'Mara, die christliche Sultanin', 1999, ISBN 978-960-14-0130-0.
- Μαρία η Μαγδαληνή 'Maria Magdalena', 2001, ISBN 960-14-0457-0.
- Η ωραία κοιμωμένη του Μυστρά 'Dornröschen von Mystras', 2003, ISBN 960-14-0740-5.
- Μιχαήλ Η Παλαιολόγος 'Michael VIII Paläologos', 2004, ISBN 960-14-0998-X.
- Οι Παλαιολόγοι 'Die Paläologen', 2006, ISBN 960-14-1206-9.
- Ο τελευταίος Παλαιολόγος 'Der letzte Paläologe', 2007, ISBN 978-960-14-1644-1.
- Σοφία Παλαιολογίνα 'Sofia Palaiologa', 2008, ISBN 978-960-14-1836-0.
- Μαγγελάνος 'Magellan', 2009, ISBN 978-960-14-2058-5.
- Ξεκλειδώνοντας τα μυστικά της Θούλης, 2010, ISBN 978-960-14-2272-5 'THULE'